# Низам-шах Бахмани
Низам-уд-Дин Ахмад III, Низам Шах Бахмани (1453—1463) — двенадцатый султан Бахманийского султаната (1461—1463).

## Биография
Представитель династии Бахманидов. Старший сын и преемник Хумаюна Салим-шаха, одиннадцатого султана бахманийского султана (1458—1461). 4 сентября 1461 года после смерти своего отца восьмилетний Низам-уд-Дин Ахмад вступил на султанский престол в Бидаре. Его отец назначил совет регентов, чтобы обеспечить управление государством во время малолетства его сына. Реальной властью пользовались его советник, перс Махмуд Гаван (1411—1481), и его жена Махдума-и-Джахан Наргис Бегум.
Правление Низам-шаха Бахмани было кратким. 30 июля 1463 года он скончался в возрасте 10-11 лет. Его преемником на султанском троне стал младший брат, Мухаммад-шах III Лашкари (1463—1482).